# Zeid bin Hussein

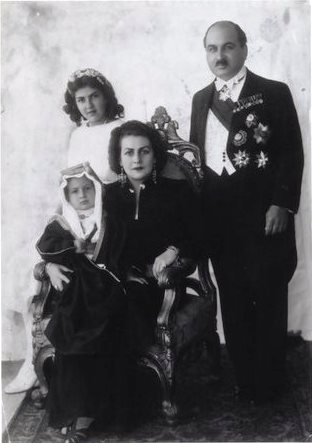
Prinz Zeid mit seiner Familie in Bagdad im Jahr 1938.

Prinz Zeid bin Hussein (* 28. Februar 1898 in İstinye Sarıyer; † 18. Oktober 1970 in Paris) war ein irakischer Diplomat.

## Leben
Zeid bin Hussein war der jüngste Sohn von Adila Khanum und Hussein ibn Ali, dem Emir des Hedschas und Großscherifen von Mekka. Zeids Halbbrüder Ali of Hejaz, Faisal I. und Abdallah ibn Husain I. waren Personal des britischen post-osmanischen nahen Ostens.
Zeid bin Hussein studierte an der University of Oxford war an den Gesandtschaften in Damaskus Amman, den Hedschas, Transjordanien und dem osmanischen Reich beschäftigt, 1932 war er Gesandter in Ankara. Im November 1933 heiratete er in Athen Fahrelnissa Zeid. Offiziell war Zeid bin Hussein von 1935 bis 6. September 1939 außerordentlicher Gesandter und Ministre plénipotentiaire in Berlin. Sein Sohn Ra'ad bin Zeid wurde dort am 18. Februar 1936 geboren. Doch aufgrund der zunehmenden Spannungen in Europa zog die Familie wenige Jahre darauf von Berlin in die irakische Hauptstadt Bagdad. Zeids Ehefrau war jedoch das streng reglementierte Leben der irakischen Königsfamilie nicht gewohnt, sprach zudem kein Arabisch und geriet dadurch in eine gesellschaftlich schwierige Lage, was letztendlich dazu führte, dass sie Depressionen bekam und krank wurde. Auf ärztliches Anraten hin kehrte sie nach Europa zurück. Am 19. Dezember 1946 wurde Zeid bin Hussein Ambassador to the Court of St James’s und die Familie lebte seitdem in London. Seine Frau, die als Künstlerin agierte, verbrachte darüber hinaus viel Zeit in Paris und pendelte in den kommenden Jahren zwischen den beiden Städten hin und her. Zeid reiste zudem jedes Jahr in den Irak, um König Faisal II. in dessen Urlaubszeit als Regent zu vertreten. Als Offiziere des irakischen Militärs am 14. Juli 1958 die pro-britische haschemitische Monarchie im Irak stürzten und dabei König Feisal II., Kronprinz Abd ul-Ilah sowie weitere Mitglieder der königlichen Familie im Palasthof erschossen wurden, hielt sich Zeid allerdings in Europa auf. Seine Frau hatte ihn nämlich überredet ausnahmsweise den Sommer mit ihr auf Ischia zu verbringen.
Nach dem Staatsstreich im Irak wurde er unmittelbar seines Postens als Botschafter des Irak im Vereinigten Königreich enthoben.
Die Familie musste daraufhin in eine bescheidene Mietwohnung umziehen. Zeids Ehefrau war durch die Ereignisse im Irak so traumatisiert, dass sie ihre Kunstambitionen zunächst einmal zurückstellte und stattdessen versuchte zum ersten Mal in ihrem Leben selbstständig ein Gericht zu kochen. Die dabei anfallenden Puten- und Hühnerknochen inspirierten sie jedoch dermaßen, dass sie diese später in einem Kunstwerk verarbeitete.
Im Jahr 1969 siedelte das Ehepaar dann schließlich nach Paris über, wo Zeid bin Hussein bereits im Jahr darauf verstarb.
Dynastisch war Zeid bin Hussein der Nachfolger des letzten haschemitischen Regenten Faisal II.
Ein Enkel Zeid bin Husseins ist der jordanische Diplomat Seid al-Hussein.